# Окменская битва
Окме́нская би́тва — разгром объединённым литовско-русско-татарским войском под руководством великого князя литовского Гедимина в 1331 году войска Тевтонского ордена на реке Окмене (сейчас река Акмя́не в Литве). Окменская битва надолго приостановила немецкую агрессию против Великого княжества Литовского.
Покорив в конце XIII века жмудь, прусские рыцари всячески притесняли местное население, которое, наконец, обратилось к Великому князю литовскому Гедимину, умоляя спасти от немецкого ига. Гедимин начал военные действия, но уклонялся от решительного столкновения до прибытия дружины союзных с ним Полоцка и Новгорода.
Гроссмейстер Генрих фон Плок, со своей стороны, собрал значительное войско из немцев и жмудин. Противники сошлись на берегах реки Окмена.
Гедимин поставил в первой линии татар, а во второй — своих литовцев; русские дружины находились на флангах и в арьергарде. Генрих, не доверявший жмудинам, расположил их во второй линии.
Битву начали немцы, бросившись на татар, но те рассыпались, а затем окружили рыцарей, поражая их стрелами; в это время устремился на немцев и сам Гедемин с литовцами. Жмудины, стоявшие сзади немцев, изменили им и напали с тыла. Немцы был разбиты, и их долго преследовали татары.